# Umowa AGTC
Umowa AGTC – umowa europejska o ważnych międzynarodowych liniach transportu kombinowanego i obiektach towarzyszących, sporządzona w Genewie 1 lutego 1991 roku.

## Polska
W Polsce umowa weszła w życie po zatwierdzeniu przez Radę Ministrów w dniu 14 stycznia 2002. W jej ramach wyznaczona została, według kryteriów EKG-ONZ, sieć linii kolejowych dla międzynarodowych przewozów kontenerowych transportem kolejowym oraz terminale kontenerowe, położone na sieci kolejowej.
Długość linii kolejowych układu AGTC w Polsce wynosi 4278 km. Umowa ta jest uzgodnionym planem rozwoju i funkcjonowania linii międzynarodowego transportu kombinowanego i obiektów towarzyszących, który zamierza się realizować w ramach programów narodowych.
Wykaz linii kolejowych transportu kombinowanego przebiegających w Polsce:
- Linia kolejowa E 20
- Linia kolejowa E 30
- Linia kolejowa E 59: Świnoujście – Szczecin – Poznań – Wrocław – Opole – Chałupki – Bohumin
- Linia kolejowa C-E 59
- Linia kolejowa E 65
- Linia kolejowa C-E 65: Gdynia – Gdańsk – Tczew – Bydgoszcz – Katowice – Petrovice u Karvine
- Linia kolejowa E 75